# Krowodrza (městská část)
Krowodrza (polsky Dzielnica V Krowodrza) je pátá městská část Krakova. Do roku 1990 byla samostatnou administrativní jednotkou. K 31. prosinci 2007 zde žilo 35 503 obyvatel. Rozloha městské části činí 535 ha.

### Externí odkazy

Městská část V Krowodrza